# جايسون سيمونز
جايسون سيمونز (بالإنجليزية: Jason Simmons)‏ هو لاعب كرة قدم أمريكية أمريكي، ولد في 30 مارس 1976 في إنغليووود في الولايات المتحدة.

## وصلات خارجية
- جايسون سيمونز على موقع مرجع كرة القدم المحترفة.كوم (الإنجليزية)